# Bellahouston Park

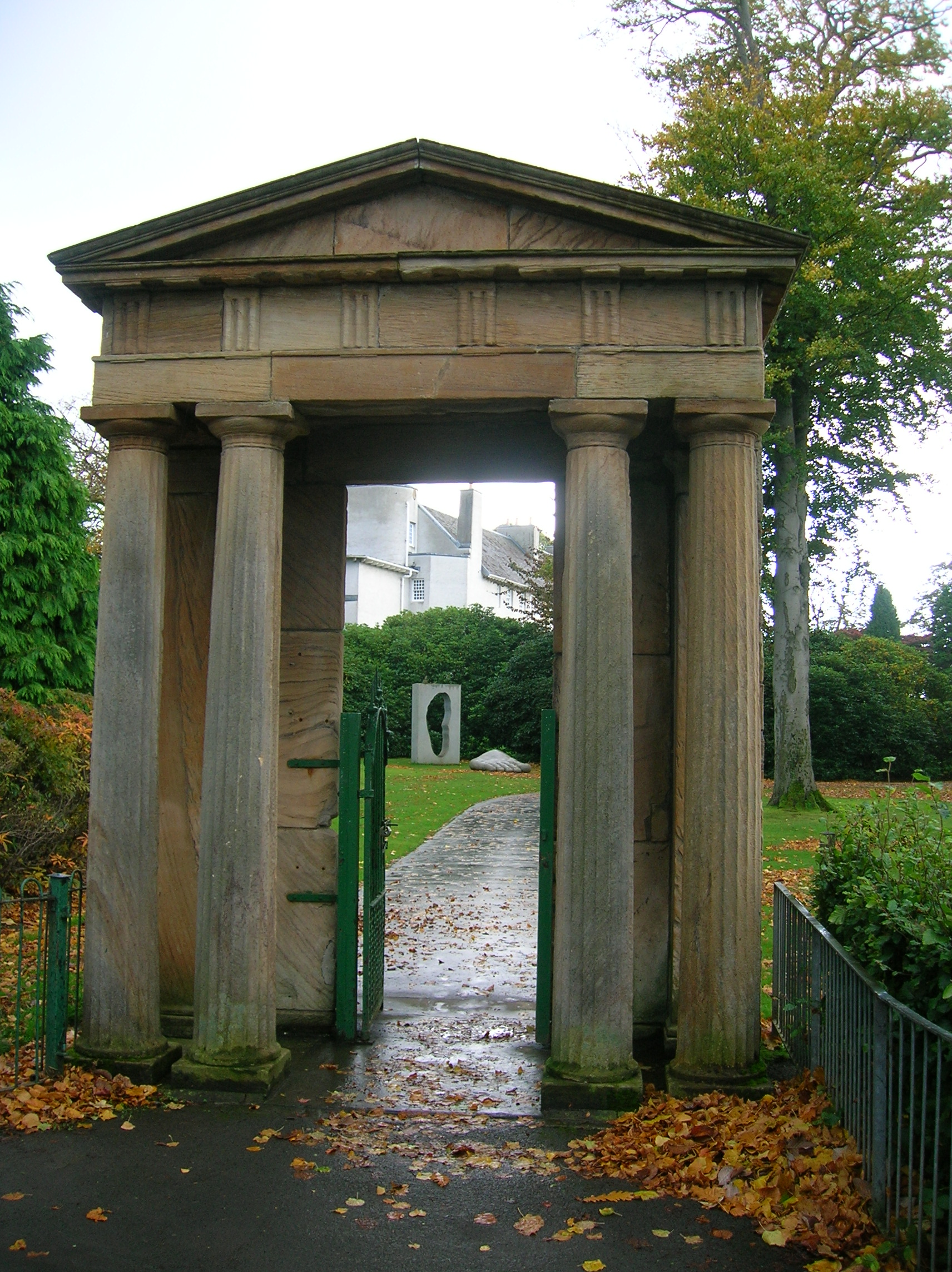
Eingang zum House for an Art Lover im Bellahouston Park

Bellahouston Park, gälisch Pàirc Bhaile Ùisdean, ist ein 71 Hektar großer öffentlicher Park im Süden von Glasgow. In seinem Zentrum liegt Ibrox Hill, eine Anhöhe, die einen eindrucksvollen Blick über die Stadt bietet. 
Einst bestand auf der landwirtschaftlich genutzten Fläche auch eine Reitschule. Die Stadt Glasgow erwarb 1895 das Gelände und eröffnete 1896 die Parkanlage, die 1901–1903 erweitert wurde. Im Verlauf der nächsten Jahrzehnte wurde der Park baulich ins Stadtgebiet integriert. Bellahouston Park diente mehrfach als Ausstellungspark und Versammlungsstätte für Großereignisse, so für die Empire Exhibition (Glasgow 1938). Papst Johannes Paul II. las hier 1982 während seines Besuches in Großbritannien eine Feldmesse. Auch Billy Graham predigte hier. Der als dauerndes Wahrzeichen bestimmte Aussichtsturm der Ausstellung von 1938, der Tait Tower, wurde noch vor Ausbruch des Zweiten Weltkriegs wieder abgebaut.
Im Bellahouston Park befindet sich auch das zur Jahrhundertwende geplante House for an Art Lover, ein Werk des berühmten schottischen Architekten Charles Rennie Mackintosh, das allerdings erst viele Jahrzehnte nach seinem Tod errichtet wurde.